# Hieracium longiberbe
Hieracium longiberbe es una especie de planta con flor del género Hieracium, de la familia Asteraceae, orden Asterales.

## Distribución
Hieracium longiberbe se distribuye por los Estados Unidos.

## Taxonomía
Fue descrita científicamente por Howell.